# Fabian Sommer
Fabian Sommer, psán též Fabian Summer (1533, Karlovy Vary – 1571, Karlovy Vary), lékař a profesor ve Wittenbergu, v Karlových Varech provozoval lékařskou praxi v době lázeňské sezóny. Napsal první ucelenou monografii Karlových Varů, která je oceňována jako základní dílo počátků karlovarského lázeňství.

## Život
Fabian Sommer se narodil v roce 1533 v Karlových Varech jako první z pětice synů váženého a zámožného karlovarského purkmistra Hanse Sommera. Studoval na univerzitě v Lipsku, kde byl imatrikulován v roce 1553 a roku 1557 promoval na magistra. Ještě téhož roku přešel do Wittenbergu, kde dosáhl doktorátu filozofie a medicíny.
Po ukončení studií cestoval a podobně jako ostatní tehdejší humanitní vzdělanci navštívil také Itálii. Tamější vyspělé lázeňství jej zaujalo a inspirovalo. Již v Itálii začal pracovat na své knize o Karlových Varech. Později se stal lékařem a profesorem ve Wittenbergu. Své italské poznatky pak zpracovával i během pobytů v Karlových Varech, kde v době lázeňské sezóny provozovat lékařskou praxi.
Koncem roku 1570 se do Karlových Varů vrátil, aby zde svou knihu dokončil. Jejího vydání se však již nedočkal. Onemocněl „horkou horečkou“, zemřel počátkem roku 1571 ve věku 38 let.

## Dílo
Monografie De inventione, descriptione, temperie, viribus et imprimis usu thermarum D. Caroli IV. Imperatoris je jediné dílo Fabiana Sommera. Jedná se o první ucelenou monografii Karlových Varů, která si kromě medicínských aspektů všímá také topografie a dějin. Jsou zde též podrobné údaje o vzhledu renesančních Karlových Varů. Vedle popisu města zde Sommer dává pokyny k pitné a lázeňské léčbě.
Kniha je psána latinsky, byla vydána roku 1571 v Lipsku zásluhou Sommerova bratra Johanna. O rok později byla přeložena do němčiny a vyšla díky iniciativě dalšího ze Sommerových bratrů Mathiase. Znovu byla vydána v letech 1580, 1589, 1590, 1592, 1609, 1647 a 1648.
V roce 2008 byla prvně vydána v českém překladu Jany a Otakara Boříkových.